# Per Kaufeldt
Per Kaufeldt   (Södermalm, 1 d'agost de 1902 - Estocolm, 21 de març de 1956) fou un futbolista, jugador d'hoquei sobre gel i de bandy i entrenador suec, que va competir durant les dècades de 1910, 1920 i 1930.
Com a futbolista jugava com a davanter. El 1924 va prendre part en els Jocs Olímpics de París, on guanyà la medalla de bronze en la competició de futbol.
Pel que fa a clubs, defensà els colors del Råsunda IS (1916-1917), AIK Solna (1918-1924 i 1925-1934), amb qui guanyà la lliga sueca de 1923 i 1932; i SO Montpellier (1924-1925). Kaufeldt és el màxim golejador de l'AIK Solna, amb 120 gols en 170 partits.
Entre 1921 i 1931 jugà 33 partits amb la selecció nacional, en què marcà 23 gols. També fou internacional sis vegades en hoquei sobre gel i dues en bandy.
En retirar-se com a jugador passà a exercir d'entrenador en diversos equips de futbol: AIK Solna (1934-1940 i 1951-1956), amb qui guanyà la lliga sueca de 1937, Hammarby IF (1940-1944), Djurgårdens IF (1944-1950) i Örebro SK (1950-1951).